# Mk 83 (爆弾)
Mk.83（Mark 83、マーク83）は、アメリカ合衆国が軍用に使う低抵抗汎用爆弾、Mk.80シリーズの一種である。

## 開発と運用

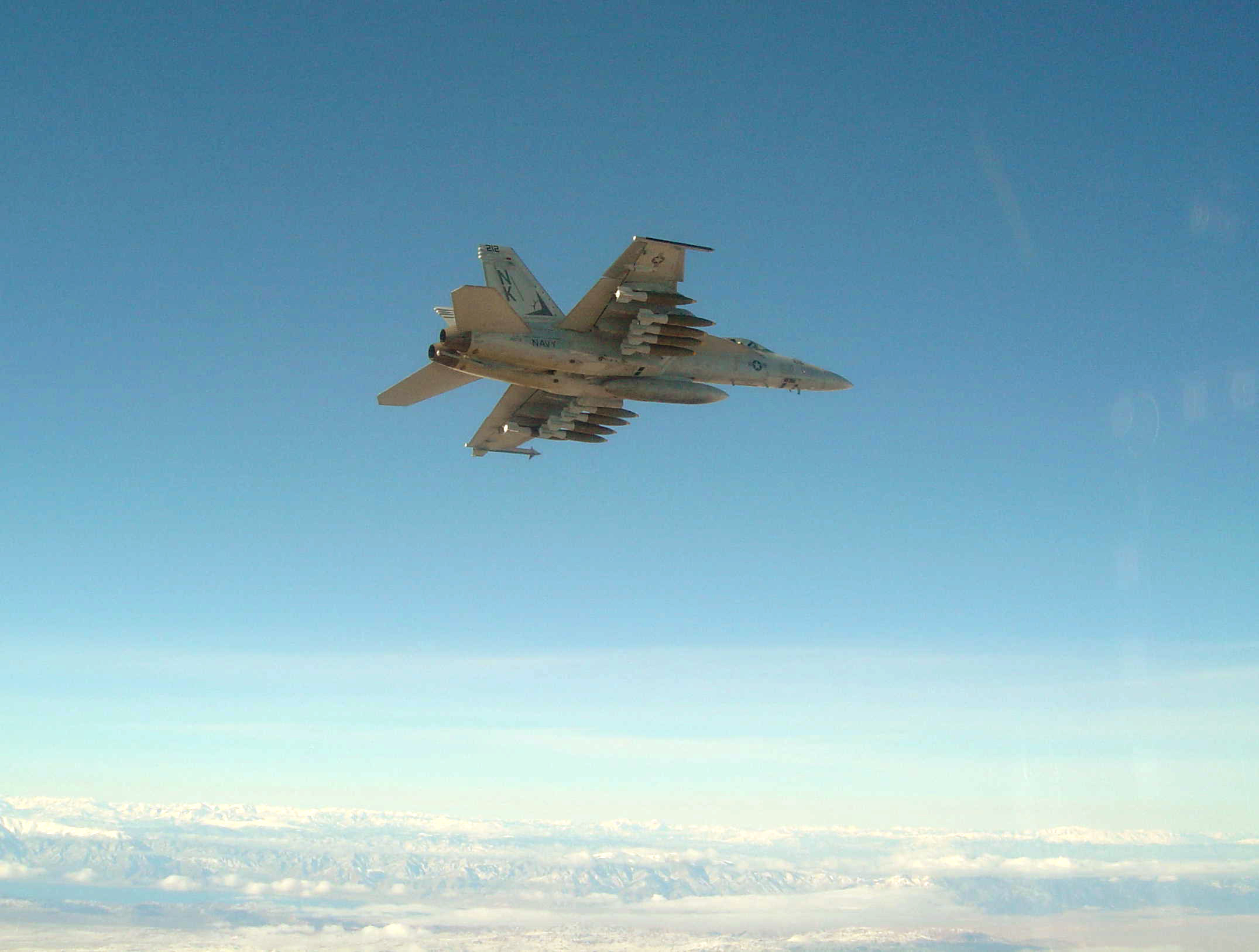
アメリカ海軍のF/A-18E スーパーホーネットに搭載された10発のMk.83爆弾

本爆弾の名目上の重量は1,000ポンド（454kg）であるものの、実用上の重量は、信管オプションや尾部の装備状況によって447kgや468kgと様々である。Mk.83は、流線形状の鋼製弾体に202kgのトリトナール高性能爆薬を内蔵する。PBXN-109耐熱性爆薬を充填した場合、この爆弾はBLU-110と呼ばれる。
Mk.83/BLU-110は、多様な精密誘導兵器の弾頭として用いられ、この中にはGBU-16 ペイブウェイII レーザー誘導爆弾、GBU-32 JDAM、そして、クイックストライク機雷が含まれる。
本爆弾は、アメリカ海軍が最も広く使っている。1967年に起きた空母「フォレスタル」の大火災事故ののち、米海軍は兵器システム爆発物安全評価委員会（Weapon Systems Explosives Safety Review Board，WSESRB）を組織した。この試験報告によれば、Mk.83爆弾のコックオフに要する時間は約8分40秒とされた。